# I due maghi del pallone
I due maghi del pallone è un film del 1970 diretto da Mariano Laurenti.

## Trama
Il commendator Cazzaniga, imprenditore milanese proprietario di un'industria farmaceutica in Sicilia e del club calcistico S.C.H.I.A.P.P. di Pizzusiccu (Catania), si affida ad un manager locale, Francesco Ingrassetti, per risollevare le sorti sportive del suo club, che naviga nei bassifondi della classifica e che subisce un umiliante 0-4 casalingo. Infuriato per la batosta rimediata a domicilio e scontento della guida tecnica dell'allenatore veneto Baldinotti, il commendatore ordina ad Ingrassetti di ingaggiare un "mago".
In realtà il manager capisce pochissimo o nulla di calcio, per cui prende alla lettera il suo datore di lavoro e si reca a Milano per ricercare un vero mago. Trova un certo K.K., chiromante e chiaroveggente, il quale però non conosce neanche le regole basilari del calcio. Baldinotti, comunque, non viene esonerato, ma declassato come allenatore in seconda. Per fare in modo che i componenti della rosa diventino undici fuoriclasse, Ingrassetti chiede a K.K. di creare una pozione magica. K.K., durante il rituale, invoca più volte sia Belfagor che il suo dio Bagalù, che tra l'altro nomina sempre e, per ottenere il suo favore, si esibisce in un'esilarante danza in suo onore. Il tutto si rivela ovviamente un disastro.
Vista l'incapacità di K.K., Il manager decide di rimediare alla sua scriteriata scelta cercando di erudire il mago sul calcio. Intanto, arriva il giorno del ritiro per la squadra. In quel frangente è netta la differenza di pensiero e di modus operandi tra Ingrassetti e K.K. Il manager vuole impartire nella squadra una disciplina ferrea, non ripone alcuna fiducia nei ragazzi ed è sempre eccessivamente pessimista. Al contrario, il nuovo mister lascia molta libertà, anche fin troppa, ai suoi ragazzi e ostenta sempre un incredibile ottimismo, a volte anche da incosciente.
Lo si vede nel momento in cui la squadra raggiunge il ritiro, dapprima organizzato in un convento di clausura. K.K. non è assolutamente d'accordo con Ingrassetti e, proprio quando hanno ormai raggiunto il convento, ordina all'autista del pullman della squadra di fare marcia indietro. La località dove si va in ritiro è la rinomata Taormina. I ragazzi fanno subito conoscenza con bellissime ragazze straniere e non pensano minimamente ad allenarsi e alla preparazione per la prossima gara. La punta di diamante della SCHIAPP, Tonino, pur essendo ufficialmente fidanzato con Maria Antonietta, la figlia del sindaco di Pizzusiccu e da tutti considerata la più bella donna della Sicilia, passeggia con una bellissima ragazza svedese di nome Gretel sulla spiaggia di Taormina e lei se ne innamora perdutamente. Lui contraccambia il suo amore.
Ingrassetti, intanto, non riesce proprio a rilassarsi e nutre il costante terrore di essere scoperto dal commendator Cazzaniga il quale, per sua sfortuna, sceglie di alloggiare proprio nell'albergo dove la squadra è in ritiro. Cazzaniga, dopo aver seguito le astruse lezioni di tattica di K.K., non vuol sentir ragioni, e pretende la vittoria della sua squadra. Nel caso la SCHIAPP rimediasse un'altra sconfitta, Ingrassetti sarebbe costretto a pagare il conto dell'albergo. Il manager e il mister confabulano nella camera del lussuoso albergo per cercare di trovare una soluzione.
La partita di esordio di K.K. sulla panchina della SCHIAPP è prevista in trasferta contro il Marino di Sicilia. Con incredibile abilità, K.K. e Ingrassetti riescono a corrompere l'arbitro designato per la gara, Concettino Lo Brutto, orologiaio e orafo, facendogli credere che, se avesse arbitrato a favore della loro squadra, sarebbe riuscito a nascondere diverse magagne in famiglia, soprattutto la sua relazione sentimentale con la diciottenne domestica Rosalia Capizzi. Il direttore di gara è protagonista di un arbitraggio a dir poco scandaloso, che suscita l'ira dei tifosi locali i quali invadono il terreno di gioco e lo pestano a sangue: per questo motivo la federazione assegna la vittoria a tavolino alla SCHIAPP.
Da quel momento in poi la squadra vince tutte le partite (su tutte spicca la vittoria per 4-2 in trasferta contro il Pontebella, capolista del girone), grazie soprattutto all'eccezionale centravanti Tonino: quest'ultimo, però, viene rapito proprio in occasione del derby con la Ghiandineddese, l'acerrima rivale. Il sequestro è organizzato dai dirigenti della Ghiandineddese per far sì che, senza il suo campione, la SCHIAPP venga sconfitta. Ingrassetti, che nel frattempo viene licenziato da Cazzaniga e per vendetta passa alla Ghiandineddese, scopre l'intrallazzo dei dirigenti rivali e si rivolge al capo mafioso locale, il quale non ha autorizzato il sequestro di Tonino e lo fa subito liberare. Tonino giunge giusto in tempo per disputare il secondo tempo del derby, quando vede il mister K.K in campo. Questi si dimostra un campione inconsapevole e, grazie ai suoi sette gol, ribalta lo svantaggio di tre reti del primo tempo, portando la SCHIAPP alla vittoria e alla clamorosa promozione in Serie C.

## Curiosità
- L'attore Tiberio Murgia nel film impersona un arbitro chiamato Concettino Lo Brutto, quest'ultimo è un chiaro riferimento al noto direttore di gara siracusano Concetto Lo Bello[1].